# Miquel Nelom
Miquel Nelom (Rotterdam, 22 settembre 1990) è un ex calciatore olandese, di ruolo difensore.

## Palmarès

### Club

#### Competizioni nazionali
- Coppa dei Paesi Bassi: 1

Feyenoord: 2015-2016
- Campionato olandese: 1

Feyenoord: 2016-2017
- Supercoppa dei Paesi Bassi: 1

Feyenoord: 2017